# Laurel Award
Laurel Award (cu sensul de Premiul Laurel) este un premiu cinematografic american. El a fost decernat  celor mai bune filme americane și canadiene produse între anii 1948 - 1968 și 1970 - 1971. Premiile au fost determinate de către cumpărători de film americani și canadieni. După vot, rezultatele erau publicate în revista "Motion Picture Exhibitor".
Spre deosebire de premiile Oscar sau Globul de aur, acordarea premiului nu era însoțită de ceremonii festive. Filmele erau premiate în luna septembrie.

## Premiații
Cel mai bun film
- Patton: 1971, nu s-a mai acordat într-un alt an

Cea mai bună actriță
- Doris Day: 1958, 1959, 1960, 1961, 1962, 1963, 1964
- Elizabeth Taylor: 1965, 1966
- Julie Andrews: 1967, 1968
- Katharine Hepburn: 1970, 1971

Cel mai bun actor
- Rock Hudson: 1958, 1959 1960, 1962, 1963
- Burt Lancaster: 1961
- Cary Grant: 1964, 1966
- Jack Lemmon: 1965, 1967
- Paul Newman: 1968, 1970
- Dustin Hoffman: 1971

Cel mai bun producător sau regizor
- Cecil B. DeMille: 1958
- Alfred Hitchcock: 1959, 1960, 1961, 1962, 1964, 1966, 1970, 1971
- Billy Wilder: 1963
- Mervyn LeRoy: 1965
- Robert Wise: 1967, 1968

Cel mai bun regizor
- Fred Zinnemann: 1958, 1959, 1961, 1962, 1963, 1964
- Vincente Minnelli: 1960
- George Cukor: 1965
- David Lean: 1966
- Henry Hathaway: 1967
- Norman Jewison: 1968
- Mike Nichols: 1970, 1971